# Vaiamonte
Vaiamonte is een plaats (freguesia) in de Portugese gemeente Monforte en telt 671 inwoners (2001).